# Volker Reiche

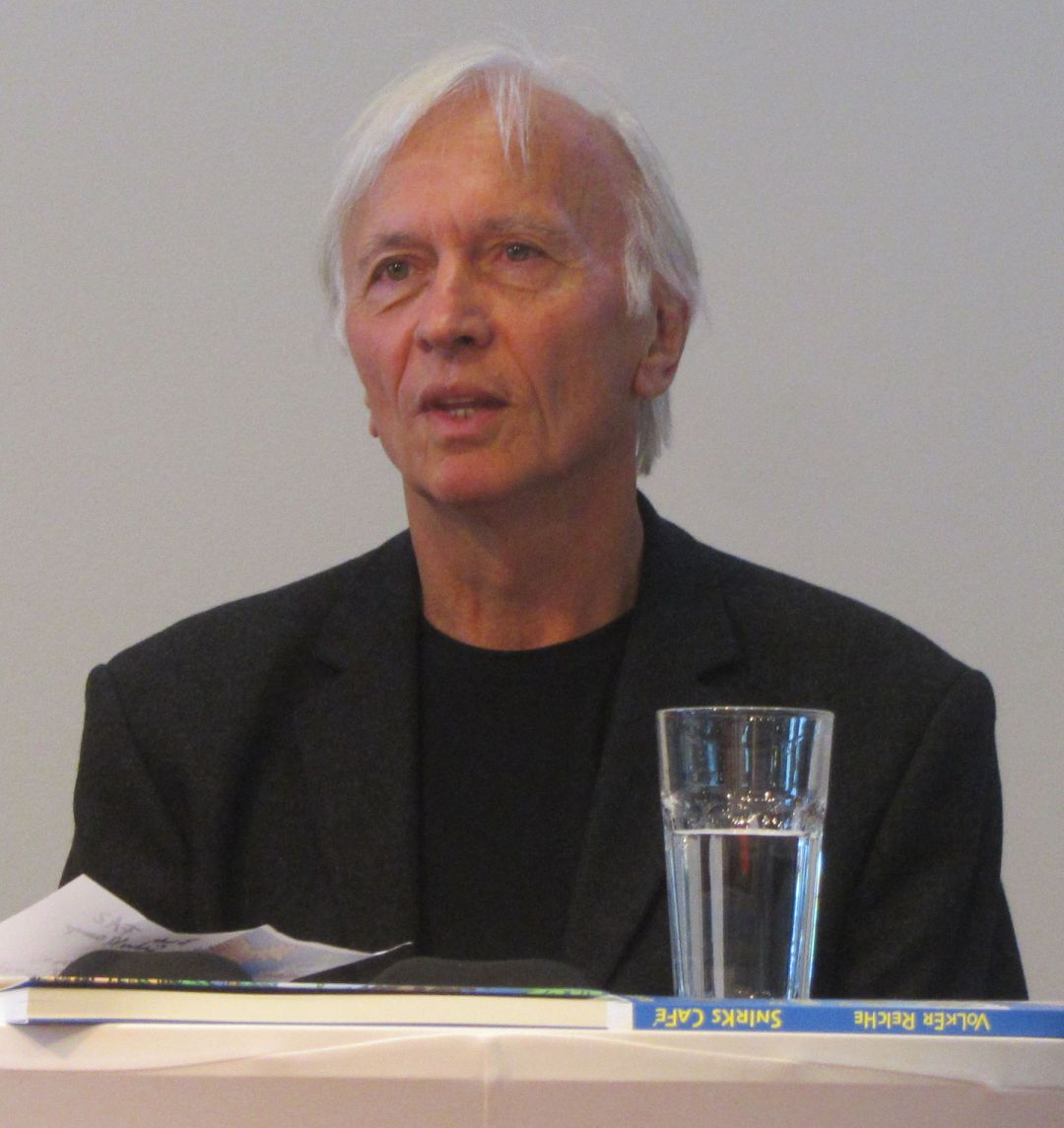
Volker Reiche (2014)

Volker Reiche (* 31. Mai 1944 in Belzig, Brandenburg) ist ein deutscher Comiczeichner. Er schreibt und zeichnet seit 2002 den Comicstrip Strizz in der Frankfurter Allgemeinen Zeitung. Zuvor arbeitete er kurzzeitig für Disney als Schreiber und Zeichner von Donald-Duck-Geschichten. Danach schrieb und zeichnete er fast zwanzig Jahre lang den Strip Mecki in der Hörzu. Er ist der Bruder des Kinder- und Jugendbuchautors Dietlof Reiche.

## Leben und Werk
Als Flüchtlingsfamilie zogen die Reiches nach dem Zweiten Weltkrieg erst nach Franken, dann nach Königstein im Taunus, wo Reiche noch heute lebt.
Zu ersten prägenden zeichnerischen Einflüssen für Reiche wurden die deutschen Micky-Maus-Hefte, darin insbesondere die Donald-Geschichten von Carl Barks, und später die Undergroundcomics von Robert Crumb. Seine Comickarriere begann Reiche als Undergroundzeichner, in dessen Werken „freie Liebe“ und politischer Protest eine große Rolle spielten. Er zeichnete unter anderem für die Zeitschriften Pardon und Titanic.
1976 erschien Reiches erster eigener Band „Liebe“. 1979 kam die zweite, erweiterte Auflage in den Vertrieb. Der Band wurde wegen seines sexuell freizügigen Inhalts prompt indiziert. Reiche versuchte darin – nach Meinung der meisten Kritiker erfolgreich – die Erzähltechnik von Barks mit dem expressiven Gestus von Crumb zu verbinden.

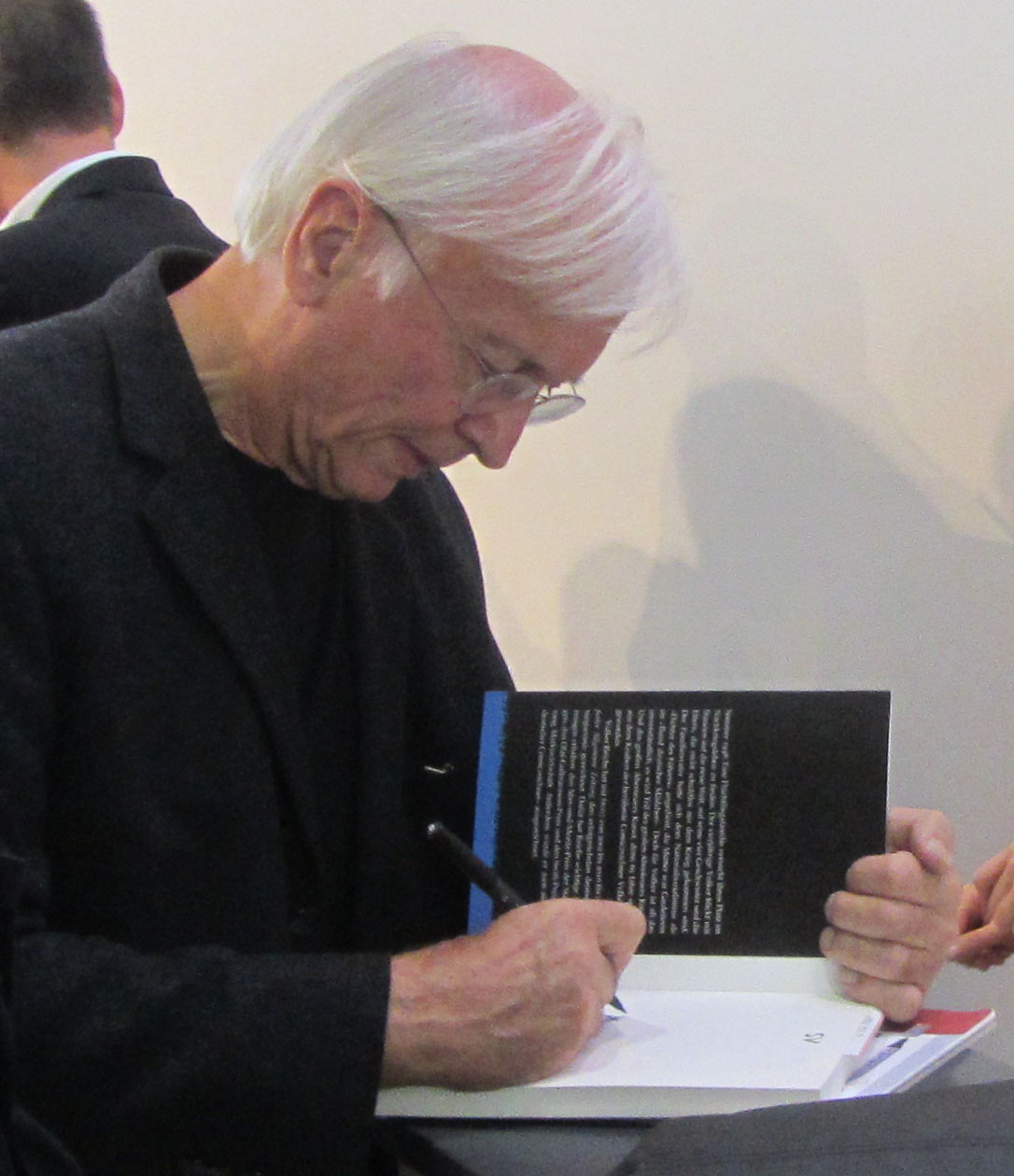
Volker Reiche signierend (2014)

Ab 1979 zeichnete Reiche sechs Donald-Duck-Geschichten für den niederländischen Oberon-Verlag. Nachdem dieser eine Geschichte Reiches von einem anderen Zeichner hatte neu zeichnen lassen, brach Reiche seine Arbeit für den Verlag ab. Von 1993 bis 2002 wurden die Geschichten erstmals in Deutschland veröffentlicht.
In den frühen 1980er-Jahren wandte sich Reiche dann erneut Disney zu und fertigte Bleistiftvorzeichnungen für Werbespots an, die das jeweilige Titelbild der Micky-Maus-Hefte bzw. des Lustigen Taschenbuchs in kurze Zeichentrickfilme umsetzten.
1984 erschien im Semmel-Verlach, der auch die Albenreihe „Werner“ herausgab, ein erster Band von „Willi Wiedehopf“, den Reiche zur Serie ausbauen wollte. Ein angekündigter zweiter Band erschien jedoch nicht mehr.
Von 1985 bis 2006 zeichnete Reiche den Strip „Mecki“ in der Zeitschrift Hörzu, was nach seinen eigenen Angaben ausreichte, ihn finanzieller Sorgen zu entheben. So konnte er sich in den 1990er Jahren vor allem auf die Malerei konzentrieren.
Ab Mai 2002 zeichnete er den werktäglichen Comicstrip Strizz für die Frankfurter Allgemeine Zeitung. Als Vorbilder hierbei bezeichnete er Charles M. Schulz („Die Peanuts“), Walt Kelly („Pogo“) und Bill Watterson („Calvin & Hobbes“). Nach sechseinhalb Jahren hörte Reiche zum Jahresende von 2008 mit seinem werktäglichen Comic auf und zeichnete nur noch samstags für die FAZ. Am 31. Dezember 2010 erschien die letzte Folge. Ab 2018 erschien Strizz in der inzwischen eingestellten Frankfurter Allgemeine Woche.
In diesen Bildergeschichten, die er mit langem, von manchen als geradezu „episch“ bezeichnetem Atem erzählt, konstruiert er eine komplexe fiktive Welt, die durch die sie bevölkernde Figuren und ihren Detailreichtum unmittelbar real und lebendig erscheint, wobei er die Schwierigkeit, diese in kurze, wöchentlich fortsetzungsfähige Sequenzen unterzubringen und dabei jede mit einer Pointe in sich geschlossen erscheinen zu lassen, scheinbar mühelos meistert.
Ansonsten treten in seinen Comics Darsteller mit in diesem Genre bekannten außergewöhnlichen Eigenschaften auf: sprechende Tiere, Kinder mit erstaunlichen geistigen Fähigkeiten, die sie zum Abhalten philosophischer Seminare befähigen und Angestellte, die trotz größter Faulheit nicht entlassen werden.
Reiche betätigt sich auch als Maler, wobei er sich der Stile und Darstellungsweisen großer Vorbilder wie Max Beckmann, Francis Bacon, Picasso oder Monet bedient, wobei er diese durch Zitate seiner Comicfiguren ins Groteske überhöht. Beispiele für sein Schaffen als Maler zeigte das Olaf Gulbransson Museum für Grafik und Karikatur am Tegernsee in einer Retrospektive im August 2009.
Volker Reiche ist zweifacher Träger des auf dem Internationalen Comic-Salon Erlangen vergebenen Max-und-Moritz-Preises und Ehrenmitglied der D.O.N.A.L.D. 2007 erhielt er den Olaf-Gulbransson-Preis.
Im Herbst 2013 kam Reiches gezeichnete Autobiographie als Graphic Novel Kiesgrubennacht beim Berliner Suhrkamp Verlag heraus. Mitte Februar 2014 meldete die FAZ den Abdruck eines neuen Comicstrip namens Snirks Café laufend über fünf Monate auf der Finalseite des gedruckten FAZ-Feuilletons sowie auf FAZ.net.

## Zitate
„Seine Strizz-Welt wird so zu einem Abbild eines postmodernen Bewusstseins, das die traditionellen Kulturhierarchien und erst recht keine Gräben zwischen E- oder U-Kultur mehr anerkennt. Eines Bewusstseins also, das im ungenierten Genuss der Vielfalt erst das Ganze entdeckt.“

## Veröffentlichungen (Auswahl)
- Donald Duck:
  - Schnappi in Gefahr (1979) in Micky Maus 44/1995 und Die tollsten Geschichten mit Donald Duck 217 (2005)
  - Von Dressur keine Spur (1979) in Die tollsten Geschichten mit Donald Duck 175 (2001)
  - Tapeten für den Poeten (1980) in Die tollsten Geschichten mit Donald Duck 177 (2002)
  - Ferienfreuden (1980) in Micky Maus 30/1993 und Die tollsten Geschichten mit Donald Duck 240 (2007)
  - Die Seele der Wissenschaft (1981) in Limit 7/1995 und Micky Maus 43/1998
  - Ritterliche Zeiten (1982) in  60 Jahre Donald Duck (1994) und Micky Maus 46/1998
- Erwachsenen-Comics aus Deutschen Landen. Band 1, Volksverlag 1984, ISBN 3-88631-165-1.
- Willi Wiedehopf räumt auf. Semmel-Verlach 1984, ISBN 3-922969-19-4.
- Mecki in Hörzu. (seit Ausgabe 38/1985 mit Unterbrechungen bis Ende 2006)
- Strizz:
  - Strizz. Das erste Jahr. München 2004, ISBN 3-406-51075-2.
  - Strizz. Das zweite Jahr. München 2004, ISBN 3-406-51129-5.
  - Strizz. Das dritte Jahr. München 2005, ISBN 3-406-52807-4.
  - Strizz. Das vierte Jahr. München 2006, ISBN 3-406-54114-3.
  - Strizz. Das fünfte Jahr. Frankfurt am Main 2007, ISBN 978-3-89981-130-8.
  - Strizz. Das sechste Jahr. Frankfurt am Main 2008, ISBN 978-3-89981-167-4.
  - Strizz. Das siebte Jahr. Frankfurt am Main 2009, ISBN 978-3-89981-190-2.
  - Strizz unlimited. Kult Comics, 2018, ISBN 978-3-946722-95-3.
  - STRIZZ. (= Die Bibliothek der Comic-Klassiker). Carlsen-Verlag, Hamburg 2022, ISBN 978-3-551-02917-1.
- Friendly Fire. zusammen mit Andreas Platthaus; Edition Faust, Frankfurt am Main 2011, ISBN 978-3-938783-74-0.
- Kiesgrubennacht. Comic-Autobiographie, Suhrkamp, Berlin 2013, ISBN 978-3-518-46476-2.
- Snirks Café. ab März 2014 zunächst als Comicstrip fünf Monate auf der Schlussseite des gedruckten Feuilletons und ebenfalls auf FAZ.net.
  - Snirks Café. Das Voodoohuhn von Curaçao. Suhrkamp, Berlin 2014, ISBN 978-3-518-46586-8.
- Killing is fun – Malerei von Volker Reiche. Edition Faust, 2015, ISBN 978-3-945400-08-1.
- Meine Pfote wirft keinen Schatten. Insel Verlag, 2016, ISBN 978-3-458-17687-9.
- Manu und Saul. Comic auf dem Bauzaun anlässlich des Erweiterungsbaus des Jüdischen Museums Frankfurt am Main.
  - Manu und Saul – der Bauzauncomic. Kult Comics, Berlin 2018, ISBN 978-3-96430-006-5.

## Auszeichnungen
- 2004 Max-und-Moritz-Preis der Stadt Erlangen in der Kategorie „Bester deutschsprachiger Comic Strip“ für Strizz
- 2006 Max-und-Moritz-Preis als „Bester deutschsprachiger Comic-Künstler“
- 2007 Olaf-Gulbransson-Preis
- 2008 Swift-Preis für Wirtschaftssatire der Stiftung Marktwirtschaft[7]
- 2018 Medienpreis der Alexander-Stiftung, Frankfurt am Main